# Зигфрід (опера)
«Зигфрід» (нім. Siegfried) — третя опера Ріхарда Вагнера з тетралогії «Перстень Нібелунга» («Золото Рейну», «Валькірія», «Зигфрід», «Загибель Богів»). Цикл опер «Перстень Нібелунга» зазвичай виконується на фестивалі протягом трьох днів і одного вечора. Опера «Зигфрід» триває близько 4 годин і виконується у другий день фестивалю.
Прем'єра опери відбулася 16 серпня 1876 року в Байройті під управлінням Ганса Ріхтера (склад виконавців: Георг Унгер (Зигфрід), Карл Шлоссер (Мімі), Франц Бец (Странник), Карл Хілл (Альберіх), Франц фон Райхенберг (Фафнер), Луїзе Яйде (Ерда), Амалія Матерна (Брунгільда), Марія Хаупт (пташка)).

## Дійові особи
- Зигфрід (тенор)
- Мімі, карлик-Нібелунг (тенор)

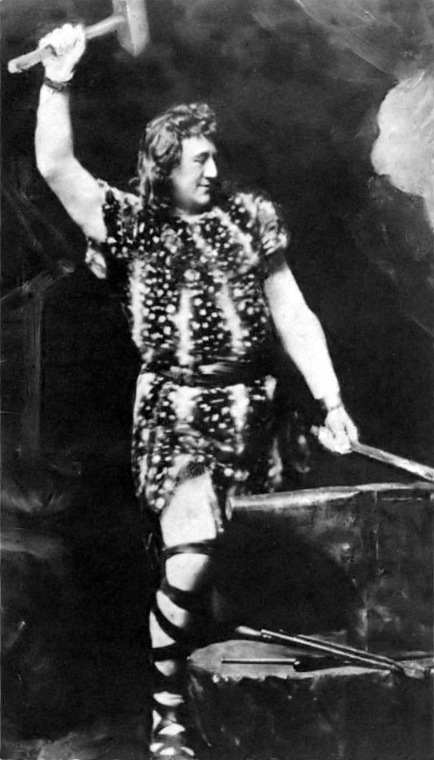
Зигфрід (Генріх Гудехус) кує Нотунг

- Мандрівець (бог Вотан) (бас-баритон)
- Альберіх, брат Мімі (бас)
- Фафнер, в образі дракона (бас)
- Ерда (контральто)
- Брунгільда (сопрано)
- Лісова пташка (сопрано)

## Дія

### Перша дія
Зигфріда, сина Зіглінди й Зігмунда, виховує в лісі коваль Мімі, брат Альберіха. Мімі сподівається, що хлопчик здобуде для нього перстень із золота Рейну, яке охороняє Фафнер, що став Драконом. Однак, який би меч не викував Мімі, Зігрід ламає усі. У Мімі залишилися уламки Нотунгу, але він не знає як з них знову викувати меч. Одного разу, коли Зигфріда не було вдома, Мімі відвідав Вотана в образі мандрівника. Він розповів, як викувати такий меч: «тільки той, хто ніколи не бачив страху, знову викує меч Нотунг». Але водночас Мімі дізнається, що саме цей безстрашний відрубає йому самому голову. Зигфрід з'єднує уламки і виковує меча. Мімі задумує план, як вбити безстрашного Зигфріда за допомогою отруєного напою, щоб врятуватися самому й здобути перстень.

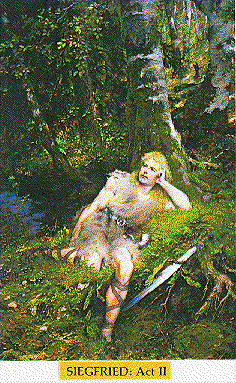
Ілюстрація до другої дії «Зигфріда»

### Друга дія
Альберіх чатує нору дракона-Фафнера. Він звинувачує Вотана в бажанні здобути кільце, але Вотан відмовляється від нього на користь Зигфріда. З'являються Мімі і Зигфрід. Мімі йде (з поваги до Фафнера), у той час як Зигфрід насолоджується лісом і співом птахів. При цьому він ненавмисно будить Фафнера.
У бою Зигфрід зарубав Фафнера, кров того потрапляє Зигфріду на язик й він починає розуміти мову птахів. Лісовий птах радить йому взяти зі скарбів Фафнера перстень і шапку-невидимку. Зигфрід так і вчинив, бо розумів, що Мімі хотів використати і вбити його. Тож він вбиває Мімі. Натхненний лісовими птахами, він вирушає на пошуки сплячої Брунгільд.

### Третя дія
Вотан будить Ерду. Від неї він сподівається дізнатися, як зупинити долю — він не знає, як йому чинити далі. Але Ерда не може йому нічого порадити. Загибель богів здається неминучою.
Вотан зустрівся з Зигфрідом, він сподівається на останній шанс — отримати від того перстень й таким чином уникнути загибелі. Однак його план не спрацьовує: Зигфрід ламає спис Вотана. Вотан змушений повернутися у Вальгаллу.
А Зигфрід продовжує свій шлях у пошуках скелі Брунгільди. Він їде крізь вогонь, знаходить Брунгільду і заручається з нею.